# Puiol del Piu
Puiol del Piu és un nucli de població del Principat d'Andorra situat a la parròquia de la Massana, a la part occidental del país, a 7 km al nord de la capital, Andorra la Vella. És troba a 1.660 metres sobre el nivell del mar i hi ha 400 habitants.

## Situació[2]
El poble està envoltat per muntanyes. Molt a prop hi ha el Planell de Coma Aubosa a 2143 metres i a 1,6 km al nord del poble.
A 6,8 km al sud del poble hi ha la capital del principat, Andorra la Vella. El poble es troba al centre de grans formacions rocoses i grans boscos amb gran quantitat d'arbres i coves.
La carretera més propera és la CG-5.
Hi ha prop de 83 persones per quilòmetre quadrat al voltant de la població de Puiol del Piu, es pot dir què és molt poblada. El clima és continental, la temperatura ambient és de 6 °C. El juliol és el mes més càlid, a 17 ° C, i el febrer el més fred, a -5 ° C. La precipitació mitjana és de 1.456 mil·límetres per any. El mes d'abril, amb 233 mil·límetres és el mes més plujós, i l'octubre el menys plujós, amb 67 mil·límetres.

## Obres a la CS-500, paral·leles al poble
Entre el mes de juny de 2013, quan comencen les obres i el mes de setembre de 2013, quan finalitzen, es van realitzar unes obres finançades pel Govern d'Andorra d'un cost de 172.347 € a la carretera CS-500 què és la carretera que travessa el poble. Les obres van anar a càrrec de Euroconsutl,S.A.